# Gedung Wani (Kinal)
Gedung Wani is een bestuurslaag in het regentschap Kaur van de provincie Bengkulu, Indonesië. Gedung Wani telt 274 inwoners (volkstelling 2010).